# Aulonia
Aulonia är ett släkte av spindlar som beskrevs av Carl Ludwig Koch 1847. Aulonia ingår i familjen vargspindlar.
Kladogram enligt Catalogue of Life och Dyntaxa:
| Aulonia | \| \| vitpalpsspindel \| \| \| \| \| \| Aulonia kratochvili \| \| \| \| |
|         | \| \| vitpalpsspindel \| \| \| \| \| \| Aulonia kratochvili \| \| \| \| |
|         | vitpalpsspindel                                                         |
|         |                                                                         |
|         | Aulonia kratochvili                                                     |
|         |                                                                         |

## Bildgalleri

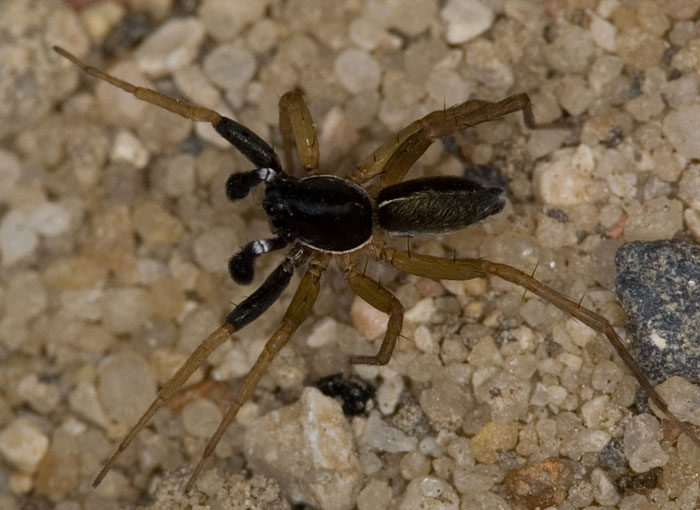